# 기라씨
키라씨(일본어: 吉良氏 きらし[*])는 무가・사족이었던 일본의 씨족이다. 아시카가 요시우지의 장남인 오사우지를 선조로, 소령의 미카와국 키라장원에서 키라(吉良)를 성으로 삼았다. 무로마치 시대의 아시카가 일족 중에서 명문의 지위를 차지하여 막부 요직을 역임하였다. 미카와 키라씨 (三河吉良氏)와 오슈 (무사시) 키라씨 (奥州 (武蔵) 吉良氏)로 나뉘었고, 미카와 키라씨는 사이죠(西条)・토죠(東条)로 양 가로 나뉘었다. 토죠의 미카와 키라씨와 오슈 키라씨 (마키타씨(蒔田氏))는 도쿠가와씨를 섬겨 에도시대에 고가가 되었다. 전자는 츄신구라의 키라 요시히사 (키라 코즈케노스케)로 유명하다. 사건 후, 미카와 키라 본가는 개역되었지만, 그 분가와 오슈 키라가 메이지 유신까지 남아, 유신 후 사족이 되었다.

## 개요
가마쿠라 시대의 세이와 겐지 아시카가씨의 당주 아시카가 요시우지의 서장자 오사우지가 지주직을 맡고 있는 미카와국 키라 장원에서 성씨로 삼으면서 시작되었다. 오사우지의 동생 요시츠구에게서는 오슈 키라씨 (후의 무사시 키라씨)가 나왔다. 또, 미카와 키라씨는 남북조 시대에 사이죠 키라씨와 토죠 키라씨로 분열되었다.
오사우지의 손자인 키라 사다요시는 아시카가 타카우지의 가마쿠라 막부 로쿠하라 탄다이의 토벌을 도와, 사다요시의 아들 미츠요시 이래 무로마치 막부에서 히키츠케가시라를 세습하였다. 미카와 키라씨는 전국에 많이 존재했던 아시카가씨 일문의 여러 씨 중에서도 가격이 높고, 무로마치 막부에 있어서는 아시카가 쇼군 가문에 버금가는 대우를 받는 아시카가 고산케 (아시카가씨 고잇카라고도 부르고, 그 밖에 시부카와씨・이시바시씨)의 필두로 자리매김되었다. "고쇼 (쇼군)이 끊기면 키라가 잇고, 키라가 끊기면 이마가와가 잇는다"라고 속되게 말해, 같은 아시카가 일문인 삼관령가 (시바씨・호소카와씨・하타케야마씨)보다 가격・격식은 상위였다. 무엇보다, 그 때문에 막부 정치에의 관여나 슈고 다이묘로서 세습 분국을 형성하는 면은 억제되었다.
전국 시대에는 미카와・무사시 두 계통 모두 본령에 따라 약간의 세력을 유지하였다. 사이죠의 미카와 키라는 전국 시대 후기에 미카와 잇키에 참가해 멸망했지만, 토죠 미카와 키라와 오슈 키라 (마키타씨)는 도쿠가와씨를 섬겨 에도 시대에 가명을 이어갔다. 미카와 키라씨는 4200석, 마키타씨는 1420석을 영위해, 에도 막부의 고가가 되었지만, 전자는 당주 키라 요시히사 (키라 코즈케노스케)가 연루된 아코 사건 (츄신구라)때문에 개역 되었다. 이 후에, 마키타씨가 키라씨로 복성하고, 게다가 후에는 미카와 키라씨 분가의 하타모토였던 토죠가 (500석)도 키라 성씨로 복성해, 이 양가가 메이지 유신까지 계속되어, 유신 후에는 양가 모두 사족이 되었다. 후자는 다이쇼 원년에 키라 요시미치가 사망한 후에 어떻게 되었는지는 알려지지 않았다.
이상의 아시카가 일문의 키라씨와는 별도로, 세이와 겐지 타메요시류 등의 토사 키라씨도 있다. (밑에 후술.)

## 토사 키라씨
토사 키라씨(일본어: 土佐 吉良氏 とさ きらし[*])는 일본의 무가의 하나이다. 본성은 미나모토씨 (일절에는 타이라씨)이다. 돌림자로는 처음에는 "희(希)"를, 후에는 "선(宣)"을 사용했다. 헤이안 시대 말부터 전국 시대에 토사국 아가와군 남부를 지배한 코쿠진 영주로, 토사칠웅의 하나로 꼽혔다. 미나모토노 요리토모의 동생 마레요시의 후손으로 알려진 씨족이었으나, 이는 전국 시대에 대가 끊겼다. 그 후에는 한때 모토야마씨가 키라씨를 칭하였으나, 모토야마씨의 쇠망 후에는 쵸소카베씨의 지류가 키라씨를 칭하였고, 이 역시 전국 시대 말에 단절되었다.

### 모토야마씨류
키라씨를 멸망시킨 모토야마씨는 이후 타이라성 키라씨를 칭하였다고 한다. 그리고 토사 이치죠씨가 이요 공략에 실패하는 사이를 노려 아가와군 남부를 지배하에 두었다. 그러나, 그 지배도 십 수년 정도이며, 이후, 신장해온 쵸소카베씨에게 구축되었다.

### 쵸소카베씨류
에이로쿠 6년 (1563년), 모토야마씨를 항복시킨 쵸소카베 모토치카는 자신의 친동생인 치카사다에게 노부나오의 딸을 시집보내 키라씨의 이름을 물려주었다. 치카사다는 일문의 실력자로서, 자주 모토치카를 보좌해 덴쇼 3년 (1575년)의 토사 이치조씨와의 싸움 (시만토가와 전투)에서 활약을 보였다. 그러나, 그 자식 치카자네가 덴쇼 16년 (1588년)에 모반 혐의를 받아 죽임을 당했고, 쵸소카베씨 지족으로써 토사 키라씨도 2대에 멸망하였다.

### 분국법 (키라 조항)
"법식" 13조, "금제의 목" 10조로 구성된다. 키라 노부타테에 의해 제정되었되었다고 하나, 후세의 윤색이 이루어지고 있다.

### 키라성
히로오카성・키라가미네성이라고도 한다. 고치시 하루노쵸히로오카카미 오오타니에 있다. 히로오카 평야가 한눈에 내려다보이는 구릉 위에 지어져 있다. 남령과 북령의 두 봉우리로 이루어져 있다. 쵸소카베씨 지검장에서는 기재가 없는 한편, 이 성의 서남쪽에 "니시노죠(西ノ城)"의 기재가 있어, 성시에는 2성 체제였던 것으로 생각된다. 현재는 토루와 건물 초석이 남아 "키라성 터"로서 쇼와 35년에 하루오쵸 (현 고치시)에 의해 사적 지정되었다.